# Tanja Bakić
Tanja Bakić (ur. 14 września 1981 w Bijelo Polje) – poetka i tłumaczka czarnogórska.

## Życiorys
W 2006 ukończyła studia anglistyczne na Wydziale Humanistycznym Uniwersytetu Czarnogóry w Nikšiciu, uzyskując dyplom na podstawie pracy poświęconej poezji Williama Blake’a.
Pierwsze utwory poetyckie publikowała w wieku 15 lat. Pisuje regularnie do magazynów literackich, ukazujących się w Czarnogórze. Wydała 4 tomiki poezji, które doczekały się tłumaczeń na pięć języków (w tym na rosyjski i albański). W jej dorobku translatorskim są dzieła: Rabindranatha Tagore, H.G. Wellsa, Richarda Bacha, George’a Orwella i W.B. Yeatsa.
Bakić jest członkiem rady artystycznej Wieczorów Poezji im. Ratkovicia, największego czarnogórskiego festiwalu poezji. Pełni funkcję przewodniczącej Związku Wydawców Czarnogóry. Mieszka w Podgoricy

## Tomiki poezji
- 1996: Treptaj (Pobrzeżek)
- 2009: Bolesna ruža (Chora róża)
- 2009: Trawa
- 2011: Jedwabne buty
- 2013: Sjeme i druge pjesme
- 2013: Voodoo Child: Priča o Džimiju Hendriksu
- 2019: Bonton